# چارلی چین
چارلی چین (انگلیسی: Charlie Chin؛ زادهٔ ۱۹ مهٔ ۱۹۴۸) بازیگر اهل تایوان است.
از فیلم‌ها یا برنامه‌های تلویزیونی که وی در آن نقش داشته‌است، می‌توان به چشمک بزنید، چشمک بزنید، ستاره‌های شانس، برندگان و گناهکاران، ستاره‌های شانس من و پلیس زن اشاره کرد.